# Río Cécere
El Cécere (en portugués, Zêzere) es un río de Portugal, uno de los principales afluentes de la cuenca del Tajo en Portugal. Nace en una de las lagunas de la sierra de la Estrella, a unos 1900 m, junto al pico conocido como Cântaro Magro. Aún en la zona de Sierra de la Estrella, pasa por Manteigas y cerca de la ciudad de Covillana. En un primer tramo se dirige hacia el Este, y posteriormente fluye por una línea diagonal casi hacia el Sur entre las sierras por la Hoz de los Pedregones, franqueada la cual se extiende por tierras más abiertas. Se une al Tajo al este de Constância, tras un recorrido de unos 200 km. Su cuenca hidrográfica tiene una superficie de 5043 km².
Es el segundo mayor río que discurre exclusivamente por territorio portugués, después del Mondego. Se aprovecha hidroeléctricamente mediante los embalses de Bouçã, Cabril y Castelo de Bode, que producen anualmente 700 GWh.

## Etimología y origen del nombre
No hay consenso en cuanto a la etimología de Cécere. Se lo menciona como Ozécaro [Ozecarus] y Zacor en las obras de André de Resende y Miguel Leitão de Andrada. Uno de los posibles orígenes del nombre del río se encuentra en el árbol jengibre, conocido en portugués como azereiro, que crece y florece en sus orillas. Alternativamente, otra hipótesis sobre su origen es a partir del árabe, od (río) y zez, que significa cigarra, dando lugar a ozezar, es decir, río de cigarras. Otras alternativas incluyen orígenes que proceden de un antropónimo, ya sea de Ozecarus o incluso de César. Cécere es el topónimo en castellano documentado desde hace siglos procedente del término equivalente en portugués Zêzere.

## Alto Cécere

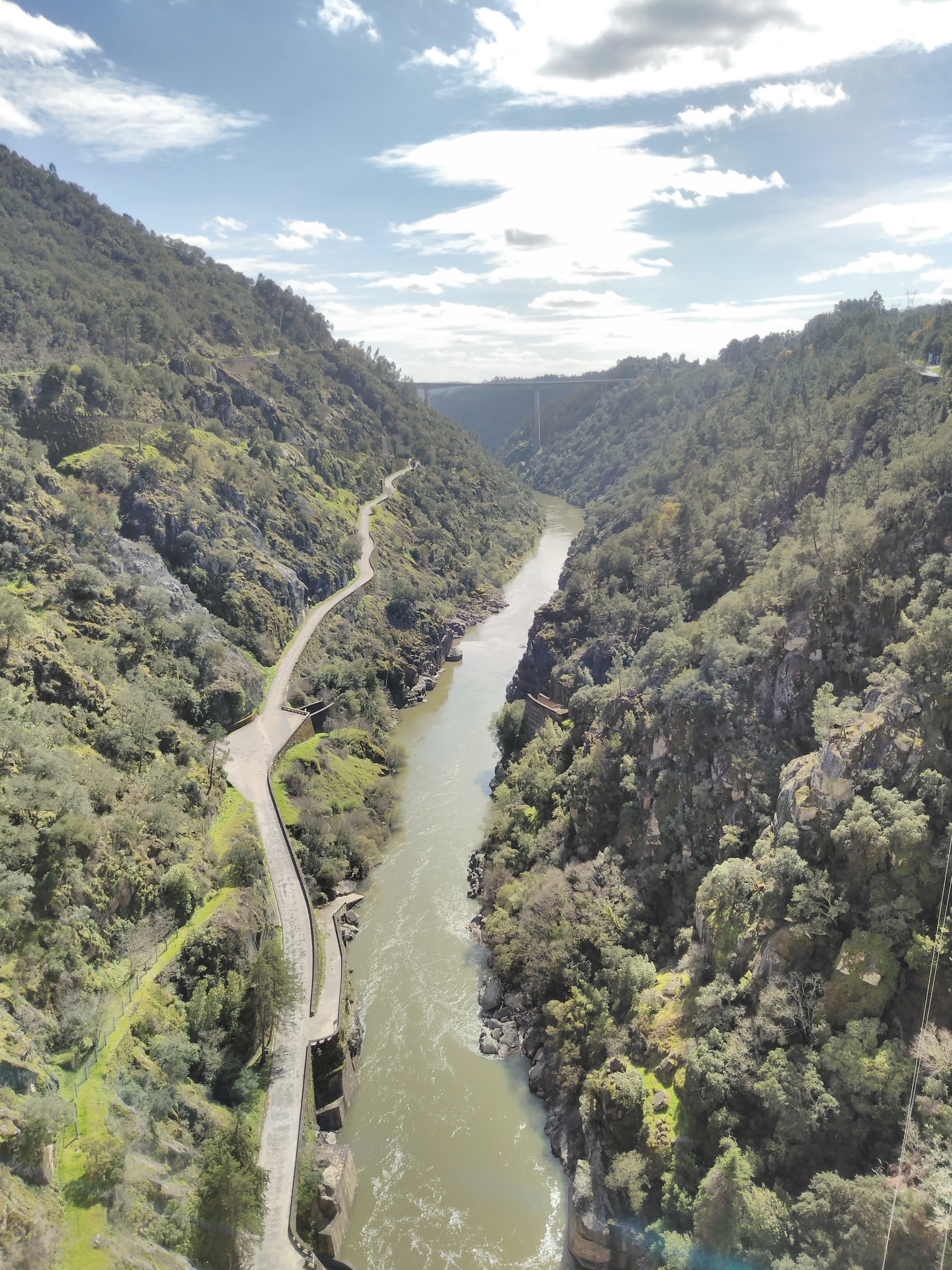
Vista del Cécere desde el embalse del Cabril.

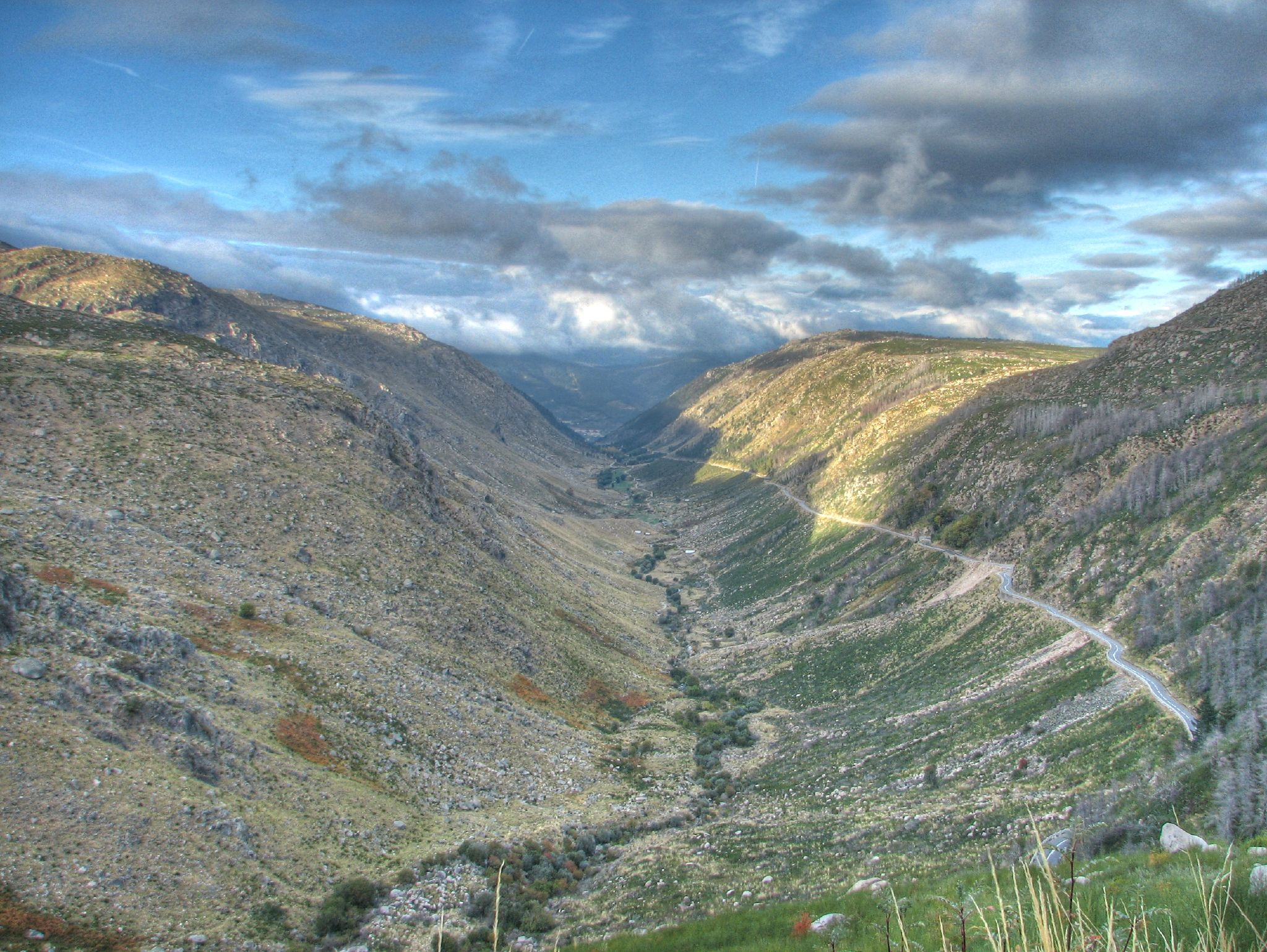
Valle en «U» de origen glaciar del río Cécere (Manteigas, Sierra de la Estrella).

El Cécere superior ocupa un antiguo valle glaciar instalado a lo largo de una falla suroeste-noreste. El manantial se encuentra en el circo glaciar, que define una sucesión de tres covões o depresiones mal drenadas: Covão Cimeiro, Covão d'Ametade y el pequeño Covão da Albergaria.

## Afluentes
Los principales afluentes del Cécere por la derecha son: el río Alge, el Cabril, el río Unhais, el río Nabão, la rivera de Paul y el arroyo de Pêra. Por la izquierda, desembocan en el Cécere el arroyo de Bogas, el arroyo de río Caria, el arroyo de Isna, el arroyo de Meimoa, el arroyo de Sertã y el arroyo de Teixeira.

## Desembocadura

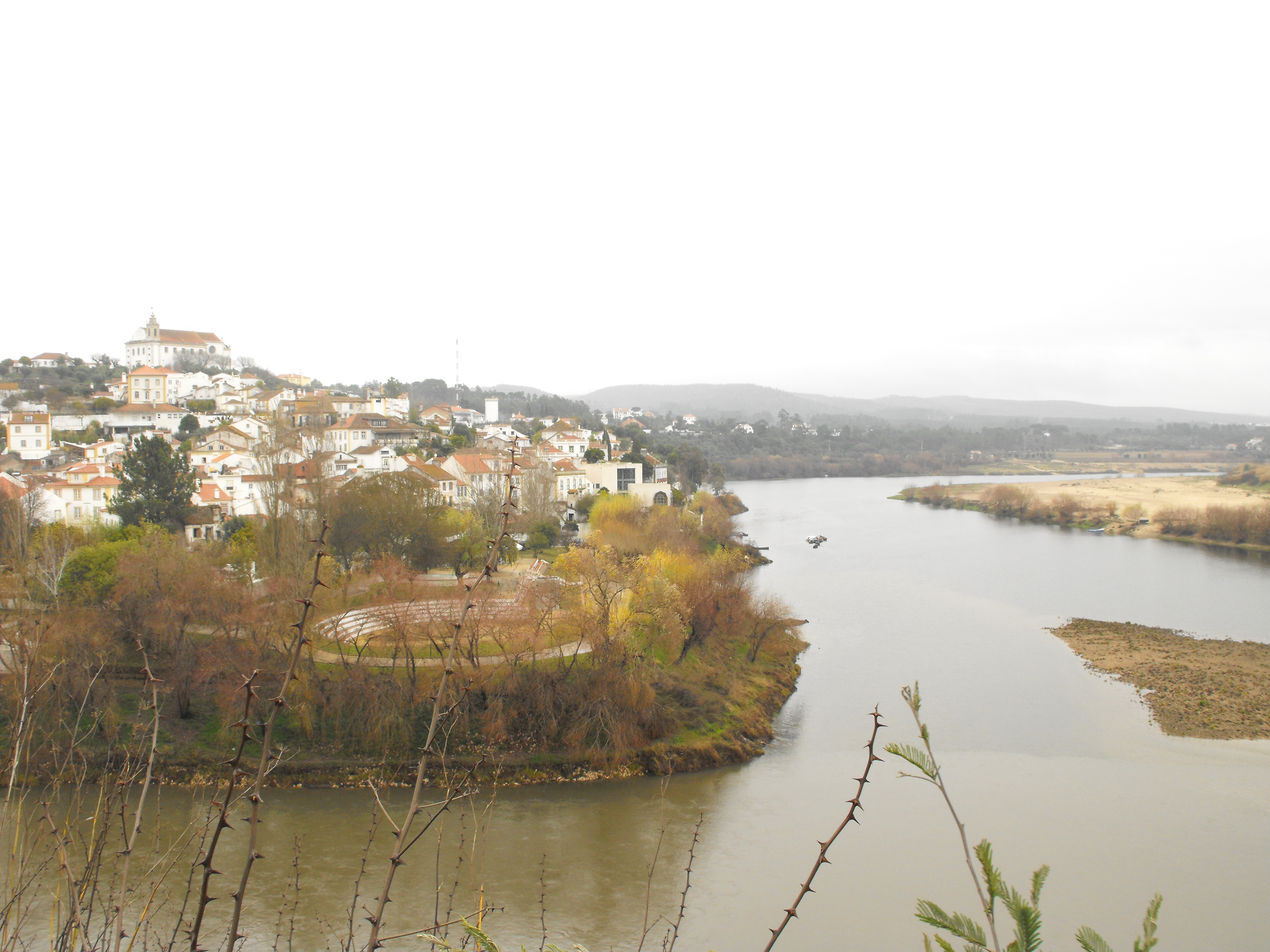
Hoz del Cécere (a la izquierda), con la villa de Constância al fondo.

El Cécere desagua en el Tajo, junto a la villa de Constância. Después del embalse de Castelo do Bode, recorre un último tramo de 12 km antes de desembocar en el Tajo.

## Presas y embalses
Desde la cabecera, hay 3 presas sobre el Cécere:
| Presa           | Potencia nominal (MW) | Embalse         | Superficie (km²) | Capacidad total (hm³) |
| --------------- | --------------------- | --------------- | ---------------- | --------------------- |
| Cabril          | 97                    | Cabril          | 20,23            | 720                   |
| Bouçã           | 50                    | Bouçã           | 5                | 48,4                  |
| Castelo do Bode | 159                   | Castelo do Bode | 32,91            | 1.095                 |